# Ammodesmus granum
Ammodesmus granum är en mångfotingart som beskrevs av Cook 1896. Ammodesmus granum ingår i släktet Ammodesmus och familjen Ammodesmidae. Inga underarter finns listade i Catalogue of Life.

## Bildgalleri

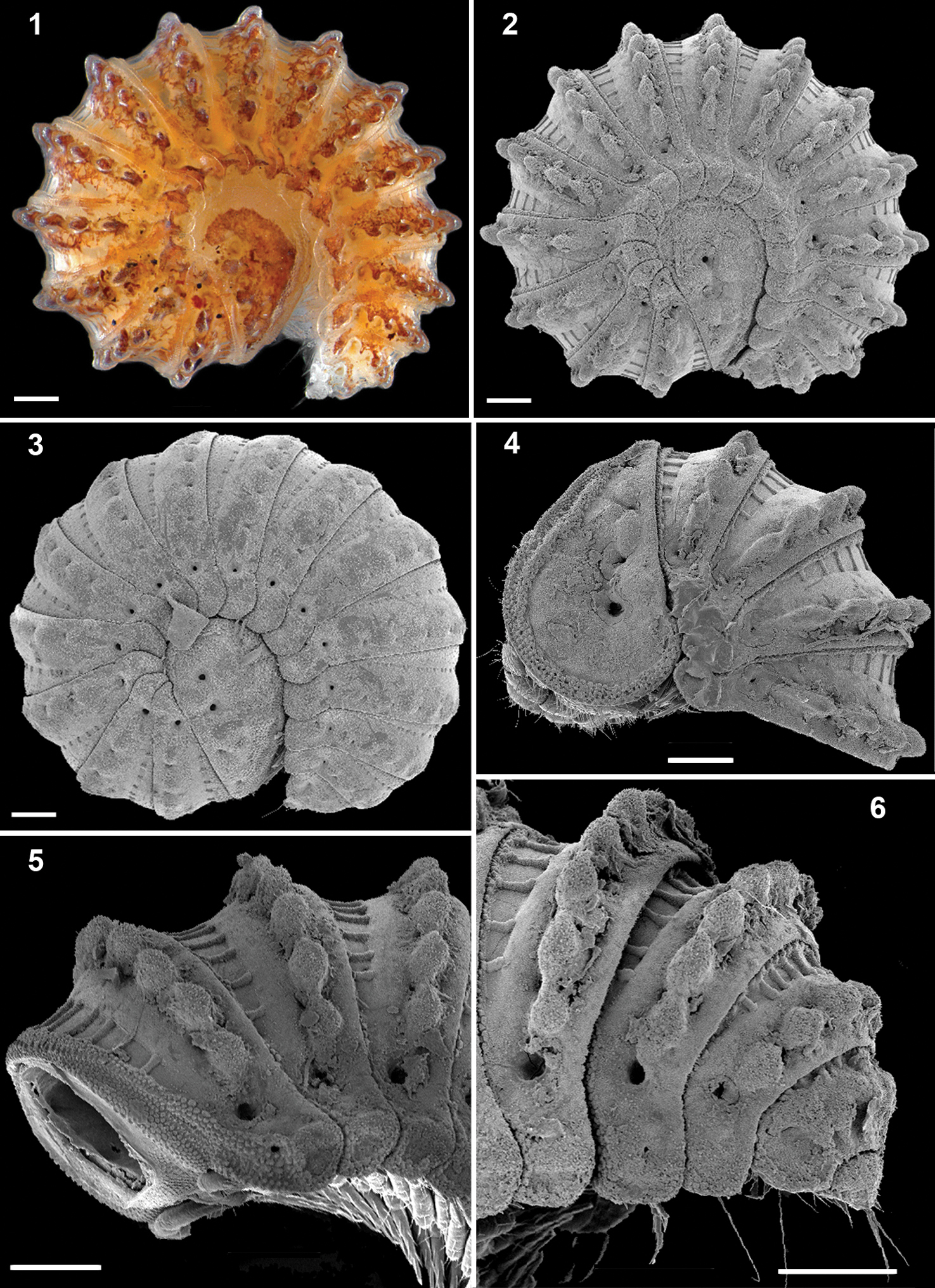